# Palau Micronesia Air

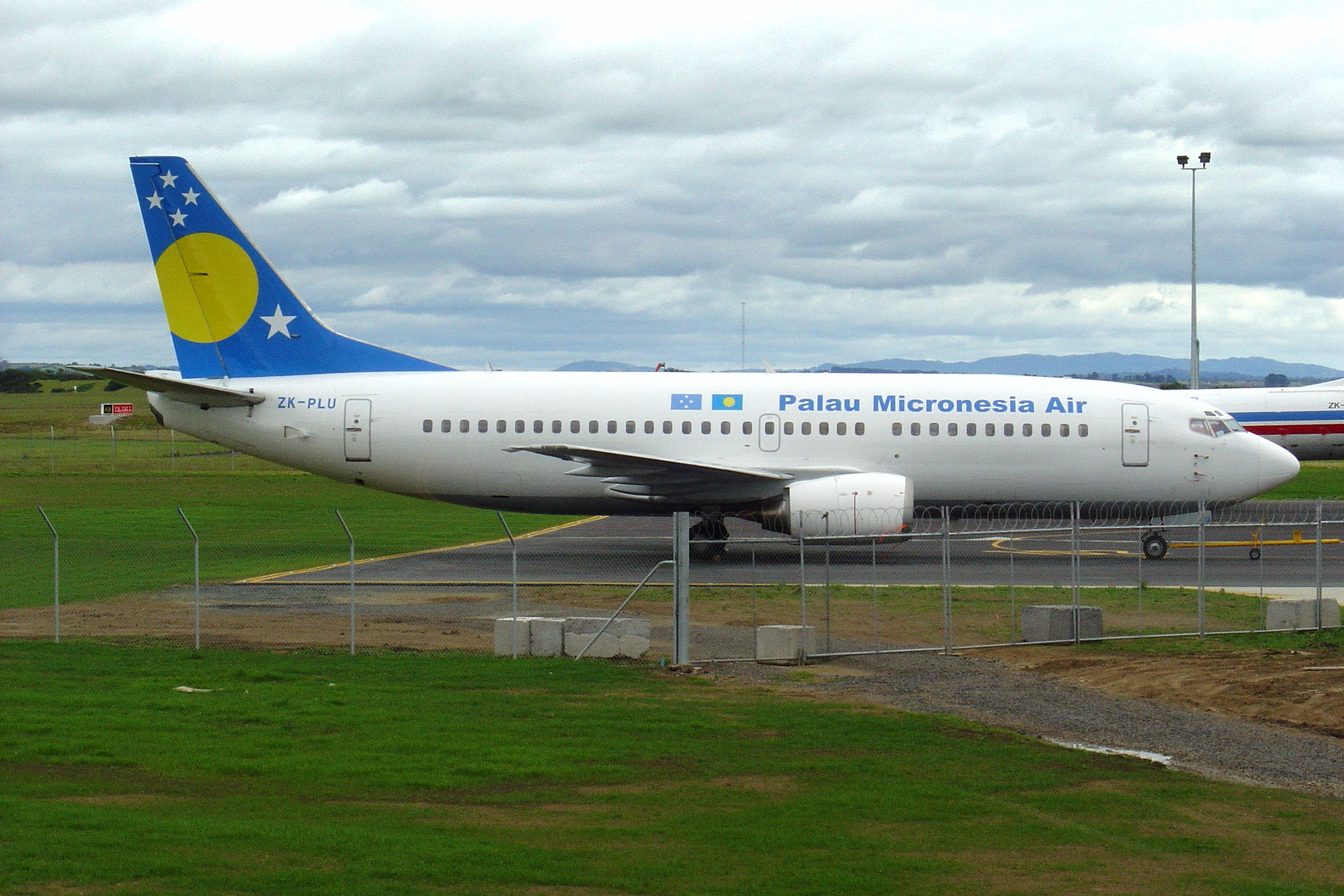
Un Boeing 737 de Palau Micronesia Air en 2005 à l'aéroport d'Auckland.

Palau Micronesia Air (code AITA PD) est une compagnie aérienne des Palaos.
Elle a interrompu son service le 23 décembre 2004 pour se restructurer (l'augmentation du prix du carburant et une fréquentation insuffisante ne lui permettaient pas de continuer aux mêmes conditions).
Elle desservait Guam, Manille et les quatre États fédérés de Micronésie.